# كاسترو أورديالس
بلدية كاسترو أورديالس (بالإسبانية: Castro-Urdiales)‏، هي إحدى بلديات منطقة كانتابريا، المصنفة على أنها مقاطعة أيضاً، في شمال إسبانيا.
يبلغ عدد سكانها 22.394 نسمة وفقاً لإحصائية سنة (2002).

## توأمة
لكاسترو أورديالس اتفاقيات توأمة مع كل من:
- بوكراع
- شريش
- Aire-sur-l'Adour [الإنجليزية]‏
- كابورج
- فراغا

## أعلام
- إغناثيو دييغو
- فابيان فيلاسكو
- خوسيه ماريا بورتيو فالديز